# American 14.1 Straight Pool Championship 2015
Die American 14.1 Straight Pool Championship 2015 war ein Poolbillardturnier in der Disziplin 14/1 endlos, das vom 22. bis 25. Oktober 2015 im Diamond Billiards in Midlothian, Virginia, in den USA stattfand. Es war die elfte Austragung des Turniers.
Titelverteidiger Darren Appleton gewann das Finale mit 150:94 gegen den Deutschen Thorsten Hohmann. Den dritten Platz belegten Mika Immonen und Warren Kiamco.

## Preisgeld
|                 | Preisgeld |
| --------------- | --------- |
| Sieger          | 6.000 US$ |
| Finalist        | 4.000 US$ |
| Halbfinalist    | 2.300 US$ |
| Viertelfinalist | 1.500 US$ |
| Achtelfinalist  | 700 US$   |
| Letzte 32       | 400 US$   |

## Rangliste
Die Teilnehmer wurde zunächst in mehrere Gruppen eingeteilt und traten dort im Round-Robin-Modus gegeneinander an. 24 Spieler qualifizierten sich für die Finalrunde. Diese wurde im K.-o.-System ausgespielt, wobei acht Spieler in der ersten Runde ein Freilos erhielten. Im Folgenden ist die Rangliste der für die Finalrunde qualifizierten Spieler angegeben.
| Platz | Spieler           |
| ----- | ----------------- |
| 1     | Darren Appleton   |
| 2     | Thorsten Hohmann  |
| 3     | Mika Immonen      |
| 3     | Warren Kiamco     |
| 5     | Ivo Aarts         |
| 5     | Dennis Orcollo    |
| 5     | Danny Barouty     |
| 5     | Kevin Clark       |
| 9     | Jason Klatt       |
| 9     | Rodney Morris     |
| 9     | Johnny Archer     |
| 9     | Nick van den Berg |
| 9     | Ralph Eckert      |
| 9     | Daryl Peach       |
| 9     | Mike Davis        |
| 9     | Bobby Hunter      |
| 17    | Sean Morgan       |
| 17    | Corey Deuel       |
| 17    | Alex Pagulayan    |
| 17    | Alan Duty         |
| 17    | Karl Boyes        |
| 17    | Niels Feijen      |
| 17    | Stevie Moore      |
| 17    | Jayson Shaw       |